# John P. van de Geer
Johannes Petrus (John) van de Geer (Rotterdam, 21 juni 1926 - 9 februari 2008) was een psycholoog en hoogleraar experimentele psychologie aan de Universiteit Leiden. Van de Geer genoot vooral bekendheid door zijn werk op het terrein van methoden  toegepast in het onderzoek van de sociale wetenschappen.. Centraal stonden daarbij multivariate statistiek en datatheorie.

## Ontwikkeling
Van de Geer promoveerde in 1957 aan de Universiteit van Leiden bij Alfons M.J. Chorus op het onderwerp “A Psychological study of Problem Solving”.
Hij werd in  1960 Leiden aangesteld als lector in de experimentele psychologie en de psychologische statistiek. Dit werd in 1963 vervangen door een gewoon hoogleraarschap op hetzelfde vakgebied. In zijn vroege werk stond onderzoek naar menselijke beslissingen en codeerbaarheid (het eenduidig toekennen van betekenis aan objecten) als factor in de menselijke visuele waarneming centraal. Later specialiseerde hij zich in wiskundig-statistische technieken toegepast in de sociale wetenschappen, en werd hij in 1970 aangesteld als hoogleraar in “methodenleer in het bijzonder de datatheorie met betrekking tot het sociaal-wetenschappelijk onderzoek”. Hierbij was zijn belangstelling vooral gericht op de methode van 'multidimensioneel schalen', een techniek waarmee met behulp van wiskundige technieken menselijke kennis van de omgeving in kaart kon worden gebracht. Dit werd ook wel 'psychologische ruimte' genoemd. Het werk was mede geïnspireerd door de Amerikaanse mathematisch psycholoog Clyde Coombs, die meerdere bezoeken aan Leiden heeft gebracht en daar in 1975 een eredoctoraat ontving.
Van de Geer werd  voor het academisch jaar 1968-69 uitgenodigd aan het Center for Advanced Study in the Behavioral Sciences aan Stanford University, Palo Alto, waar hij werkte aan de Engelse versie van zijn boek over Multivariate Technieken. In 1979 was hij als  “visiting  professor” verbonden aan de Universiteit van Ankara.
In 1987 nam hij afscheid als hoogleraar aan de Universiteit van Leiden.

## Betekenis
Van de Geers invloed op de kwantitatief ingestelde  psychologie was aanzienlijk. Tot zijn promovendi behoorden o.a. Willem Levelt (1965), John A. Michon (1967), Willem Albert Wagenaar (1972), Jan De Leeuw (1973), Willem Heiser (1981) en Jacqueline Meulman (1986). Van 1960-1965 fungeerde hij  als begeleider van het experimenteel perceptieonderzoek door psychologen op het Instituut voor Zintuigfysiologie (RVO-TNO) te Soesterberg. 
Van de Geer speelde ook een rol bij de organisatie van  het NUFFIC Summer Session in Science. Dit programma maakte het voor jonge wetenschappers mogelijk lezingen te volgen  over belangrijke onderwerpen door een bekende internationale groep van  onderzoekers. De sessies werden  gesponsord door de culturele afdeling van de NAVO. Van de Geer was op dat moment de Nederlandse afgevaardigde van  het Human Factors Panel van de NAVO wetenschapscommissie, dat een aantal van deze sessies organiseerde.
Van de Geer is de vader van statisticus Sara van de Geer.

## Publicaties
Boeken ( selectie)
- 1957. A Psychological Study of Problem Solving Doctoral thesis Leiden University
- 1968. De mening van de psycholoog: Uiteenzettingen over grenzen en mogelijkheden van de huidige psychologie en haar toepassingen. De Toorts.
- 1971. Introduction to multivariate analysis for the social sciences. San Francisco : W. H. Freeman
- 1993. Multivariate Analysis of Categorical Data: Theory. Sage

Artikelen (selectie)
- Van De Geer, Johan Petrus, Willem JM Levelt, and Reinier Plomp. "The connotation of musical consonance." Acta Psychologica 20 (1962): 308-319.
- Van De Geer, John P., and Joseph MF Jaspars. "Cognitive functions." Annual review of psychology 17.1 (1966): 145-176.
- Plomp, R., L. C. W. Pols, and J. P. Van der Geer. "Dimensional analysis of vowel spectra." Journal of Acoustical Society of America 41 (1967): 707-712.
- Messick, David M., and John P. Van de Geer. "A reversal paradox." Psychological Bulletin 90.3 (1981): 582.
- Van de Geer, John P. "Linear relations among k sets of variables." Psychometrika 49.1 (1984): 79-94.